# IC 495
IC 495 ist eine elliptische Galaxie vom Hubble-Typ E im Sternbild Krebs auf der Ekliptik. Sie ist schätzungsweise 697 Millionen Lichtjahre von der Milchstraße entfernt.
Das Objekt wurde am 9. März 1893 vom französischen Astronomen Stéphane Javelle entdeckt.